# Awraham Youkhanis
Awraham (imię świeckie Narsai Youkhanis, ur. 1989 w Basrze) – duchowny Asyryjskiego Kościoła Wschodu, od 2019 biskup Europy Zachodniej.

## Życiorys
W 2007 roku został wyświęcony na diakona. Święcenia kapłańskie otrzymał 22 sierpnia 2010. Sakrę biskupią otrzymał 26 maja 2019.